# Adolphe Charlet
Pour les articles homonymes, voir Charlet.
Adolphe-Pierre Charlet né à Verdun le 22 juin 1908 et mort le 20 mars 2009 est un sculpteur français.
Il obtient le grand prix de Rome de sculpture en 1938.

## Biographie
Adolphe-Pierre Charlet est né à Verdun le 22 juin 1908.
Entré à l’École nationale supérieure des beaux-arts de Paris, il y est l’élève d’Henri Bouchard, professeur et chef d’atelier entre 1929 et 1945. 
Il est récompensé par le deuxième second grand prix de Rome en 1934 et se voit décerner une médaille d’argent au Salon des artistes français de 1935.
Il obtient le premier prix de Rome en 1938.
Son séjour romain à la villa Médicis, en 1939, est écourté par la déclaration de la Seconde Guerre mondiale et la réquisition du siège de l'Académie de France à Rome  par Mussolini.
Il meurt le 20 mars 2009.

## Œuvres
- Paris, École nationale supérieure des beaux-arts : Je m’appelle Légion, ronde-bosse en plâtre, premier prix de Rome en 1938[2].